# بادیکوت
بادیکوت (انگلیسی: Bodycote) شرکت خدمات مهندسی بریتانیایی است، که در سال ۱۹۲۳ تأسیس شد.